# Mimoclystia
Mimoclystia es un género de polillas perteneciente a la familia Geometridae, descrito por primera vez por William Warren en 1906 y se encuentra en África.

## Especies
- Mimoclystia acme (Prout, 1922)
- Mimoclystia andringitra Herbulot, 1963
- Mimoclystia bambusarum Herbulot, 1988
- Mimoclystia bergeri (Gaede, 1915)
- Mimoclystia cancellata (Warren, 1899)
- Mimoclystia corticearia (Aurivillius, 1910)
- Mimoclystia deplanata (de Joannis, 1913)
- Mimoclystia dimorpha Herbulot, 1966
- Mimoclystia eucesta D. S. Fletcher, 1958
- Mimoclystia euthygramma (Prout, 1921)
- Mimoclystia explanata (Walker, 1862)
- Mimoclystia griveaudi Herbulot, 1970
- Mimoclystia lichenarum Herbulot, 1963
- Mimoclystia limonias (Prout, 1933)
- Mimoclystia mermera (Prout, 1935)
- Mimoclystia mimetica (Debauche, 1938)
- Mimoclystia pudicata (Walker, 1862)
- Mimoclystia rhodopnoa (Prout, 1928)
- Mimoclystia tepescens Prout, 1922
- Mimoclystia thermochroa (Hampson, 1909)
- Mimoclystia thorenaria (Swinhoe, 1904)
- Mimoclystia toxeres D. S. Fletcher, 1978
- Mimoclystia undulosata Warren, 1901